# Dr. Motte
Matthias Roeingh alias  Dr. Motte,  je njemački DJ i glazbeni producent. Rođen je u Berlinu 1960.g. DJ karijeru započeo je godine 1985. svirajući u klubu "Reflex" - Berlin. 1986.g. otvara vlastiti klub u Berlinu zvan "Turbine Rosenheim". 1988.g. zajedno s Jonzonom postaje organizator i promotor prvih acid house party-a u Berlinu. 1989.g. organizira prvi Love Parade na trgu Kurfurstendamm u Berlinu gdje je sudjelovalo 150 ljudi. Zajedno s Jonzonom izdaje za etiketu "Interfish" svoj prvi singl "Buddyelektrik". Kao DJ svirao je i u klubovima Krik, 90° i UFO. 1990.g. organizira drugi Love Parade za 2,000 posjetitelja i postaje DJ svih većih berlinskih klubova. 1991.g. organizira treći Love Parade sa 6,000 posjetitelja, a kao DJ je stalno prisutan u klubu "Planet" kojeg je vlasnik, a značajan je i po tome što organizira prve after hour tulume nazvane "Final Inferno" na kojima je svirao non-stop 12 sati. Iste godine potpisuje za "Tresor Records" i osniva vlastitu etiketu "Space Teddy". Izdaje singl "Open Your Mind". Uskoro nakon toga izbacuje istoimeni album za vlastitu etiketu. 1992.g. organizira četvrti Love Parade s 10,000 posjetitelja, a 1993. godine peti s 30,000 posjetitelja. Nastupa na turnejama po Njemačkoj, Austriji, Japanu i Londonu. 1994.g. organizira šesti Love Parade s nevjerojatnih 100,000 posjetitelja, 1995.g. sedmi Love Parade s 350,000 posjetitelja posljednji na trgu Kurfurstendammu. 1996.g. organizira osmi Love Parade sa 750,000 posjetitelja na novoj lokaciji "Strasse des 17. Juni". 1997.g. organizira deveti Love Parade s milijun posjetitelja.Autor je nezaboravne himne Loveparadea – „Let The Sunshine“, koju je producirao zajedno s partnerom i kolegom Westbamom. S Westbam-om je napravio himnu "Sunshine" za etiketu Low-Spirit koja ulazi na njemački Top 5 i dobiva nagradu "Viva Comet" na Popkomm-u u Kolnu za svoju prvu izložbu u Berlinu.
1998.g. jubilarni deseti Love Parade s milijun posjetitelja. S Westbam-om je napravio himnu Love Paradea "One World One Future". Himna postaje hit i ulazi u njemački Top 6. Postaje voditelj radijske emisije "Loveparade Countdown" na Fritz-Radio Berlin. 1999.g. nominiran je za B2 - Kulturpreis u Berlinu, najveće priznanje i najveća kulturna nagrada Njemačke, a sve to zbog organizacije izložbi umjetnika, glumaca i glazbenika, za pomoć autističnoj djeci. Iste godine godine organizira jedanaesti Love Parade s 1,300,000 posjetitelja, a s Westbam-om sklada himnu "Music Is The Key". 2000.g. organizira 12-ti Love Parade s 1,500,000 ljudi, a himnu radi u koprodukciji s Westbam-om ("One World One Love Parade").  Zahvaljujući Dr. Motte-u i njegovom Love Paradeu techno glazba postaje najveći njemački izvozni proizvod, a Love Parade je pridonio razvoju elektroničke glazbe jer ga se smatra najboljim svjetskim festivalom elektroničke glazbe na kojemu nastupaju najveća svjetska imena s polja elektronske glazbe: Carl Cox, Laurent Garnier, Westbam, Mark Spoon, DJ Hell, Paul van Dyk, te hrvatski DJ Pero-Fullhouse...
Godine 2007 Dr. Motte je dobio nagradu za životno djelo na desetom izboru najboljih DJa u Pachi Ibiza (DJ Awards .

## Singlovi
kao Dr. Motte & Westbam
- 1997 - Love Parade 1997 (Sunshine) (D #5,A #25,CH #10)
- 1998 - Love Parade 1998 (One World One Future) (D #6,CH #15)
- 1999 - Love Parade 1999 (Music Is The Key) (D #27)
- 2000 - Love Parade 2000 (D #9,A #32,CH #15,F #79)

kao 3Phase feat. Dr.Motte
- 1992 - Der Klang der Familie
- 2000 - Der Klang der Familie (revisit) (D #52)

## Vanjske poveznice
- http://www.klubskascena.com/content/view/690/53/  Arhivirana inačica izvorne stranice od 8. srpnja 2008. (Wayback Machine)
- http://www.myspace.com/doctormotte
- http://www.thedjlist.com/djs/DR._MOTTE/